# Paint and Powder (film 1925)
Paint and Powder è un film muto del 1925 diretto da Hunt Stromberg. Il soggetto e la sceneggiatura sono firmate da Harvey Gates, con le didascalie di Fanny Hatton e Frederic Hatton.

## Trama
A New York, Jimmy Evarts - un cantante alle prime armi che, per vivere, fa il cameriere - è innamorato di Mary Dolan, una ballerina. Entrambi lavorano in un locale del Lower East Side che appartiene a Riley. Il night club è controllato da Tim McCardle, un boss della Bowery. Una sera, vi capita Mark Kelsey, un produttore teatrale che viene derubato del suo portafoglio proprio da McCardle. Jimmy, a sua volta, sottrae il portafoglio al ladro, usando il denaro per comperare dei begli abiti a Mary. La ragazza tenta di trovare un lavoro come ballerina a Broadway, ma senza riuscirci. Jimmy, intanto, viene arrestato, mentre Mary riesce finalmente a diventare una stella del palcoscenico messa sotto contratto da Kelsey.
Quando Jimmy viene rilasciato, i due innamorati tornano insieme ma lui, un giorno, trova l'amante seminuda insieme a uno dei produttori dello spettacolo. La lascia, poi la ricerca di nuovo, ma lei ormai è legata a Kelsey, che sposa. Con il cuore a pezzi, Jimmy se ne va.

## Produzione
Il film fu prodotto dalla Hunt Stromberg Productions.

## Distribuzione
Il copyright del film, richiesto dalla Chadwick Pictures Corp., fu registrato il 31 ottobre 1925 con il numero LP21959.
Distribuito dalla Chadwick Pictures Corporation, il film - presentato da I.E. Chadwick - uscì nelle sale cinematografiche statunitensi presentato nel Queens di New York il 16 settembre 1925. In Portogallo fu distribuito con il titolo Luzes e Sombras il 13 giugno 1927.
Copie complete della pellicola si trovano conservate negli archivi della Library of Congress di Washington e in quelli dalla George Eastman House di Rochester.
Il 13 marzo 2012, fu distribuito negli Stati Uniti in DVD NTSC dall'Alpha Video, masterizzato da una copia in 16mm della durata di 54 minuti.